# Câmpia Moldovei de Sud
Câmpia Moldovei de Sud  ( sau Câmpia Bugeacului) reprezintă o subregiune geomorfologică a Podișului Moldovei situată în regiunea Moldovei de Sud în interfluviul dintre Prut și Nistru.
Este o câmpie deluroasă (colinară) delimitată la vest de Colinele Tigheciului, la nord de Podișul Codrilor și la est de Câmpia Nistrului Inferior. Se subîmparte pe teritoriul Republicii Moldova în Câmpia Cahulului, Câmpia Ialpugului și Câmpia Hadjiderului Superior.
Ca tip genetic de relief este o câmpie sculpturală (de eroziune), cu un relief deluros și puternic fragmentat, cu văi și ravene numeroase. Cu altitudini care variază între 50 și 200 de m (254,2 m după o altă sursă), între care predomină cele sub 150 m pe 80% din suprafață, are o înclinare generală spre sud și sud-est (spre Dunăre și Marea Neagră).
Fundamentul său este format din Platforma Moldovenească și Platforma Scitică (depresiunile tectonice precarpatică și predobrogeană în partea de vest și depresiunea Mării Negre în partea de est). Ca structură este formată din argilă, loess și nisip, procesele de modelare acționând asupra ei printr-o eroziune foarte intensă atât datorită cuverturii relativ groase de loessuri și roci nisipoase, cât și caracterului torențial al precipitațiilor și valorificării excesive a terenurilor.

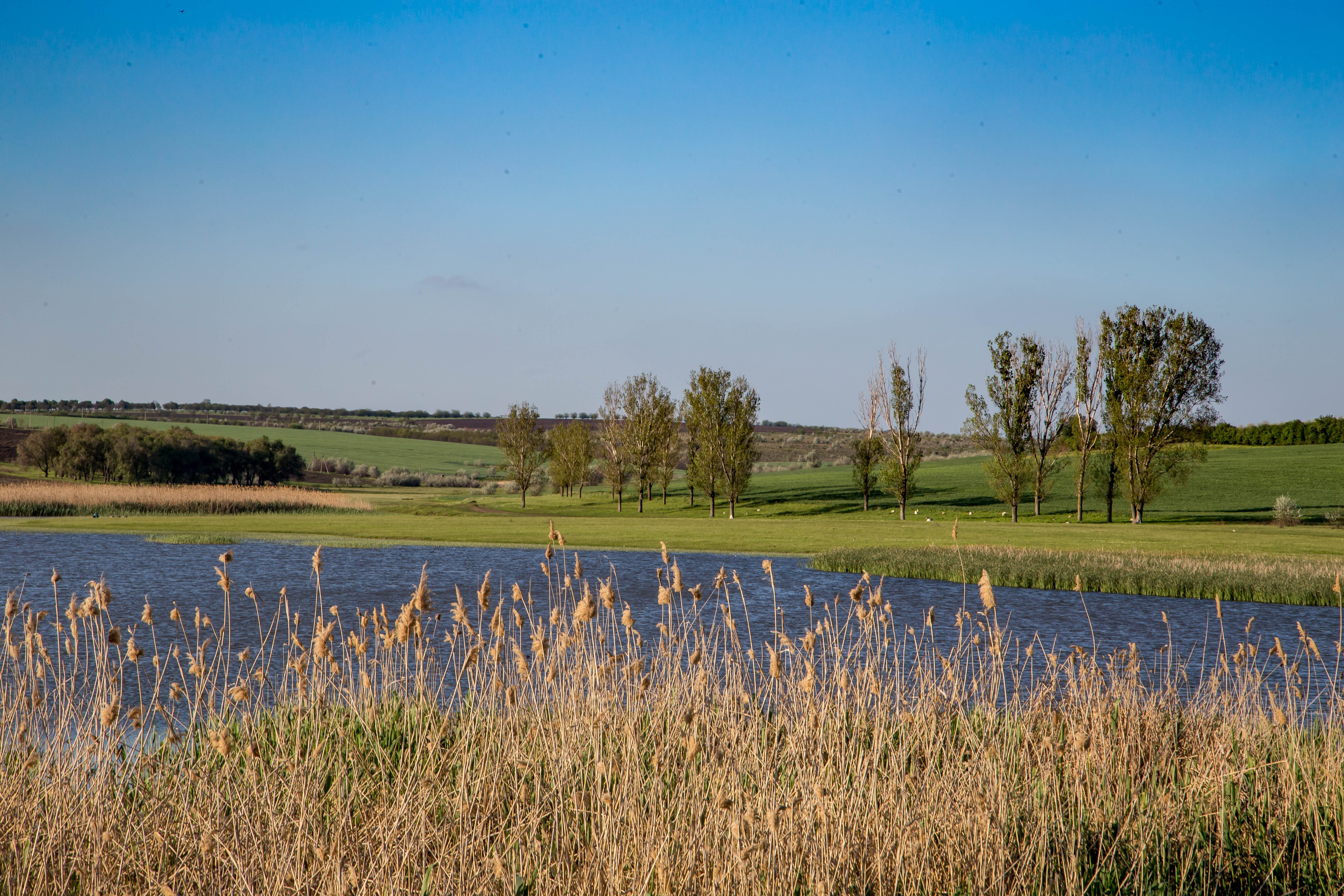
Peisaj în apropiere de Ceadîr-Lunga.

Temperaturile medii sunt în luna ianuarie sub -3ºC și în luna iulie 21-22ºC. Rețeaua hidrografică este slab dezvoltată și este structurată din râuri cu debitul mic, dintre care unele seacă parțial sau complet, vara. În ce privește solurile, predomină cernoziomurile tipice slab humifere și cernoziomurile carbonatice, iar în luncile râurilor se găsesc soluri saline (solonciacuri și solonețuri).
Deși mai slab populat, teritoriul său situat în zona de stepă a Moldovei de Sud (respectiv în Câmpia de stepă a Bugeacului) este pe larg valorificat din punct de vedere agricol (peste 85% din teritoriu) având însă la dispoziție o cantitate anuală de precipitații atmosferice mai mică decât în zona adiacentă nordică a Podișului Codrilor. Vegetația forestieră ocupă în zona situată în Republica Moldova sub 6-7% din teritoriu (cu predilecție în UTA Găgăuzia și Raionul Taraclia).

## Note

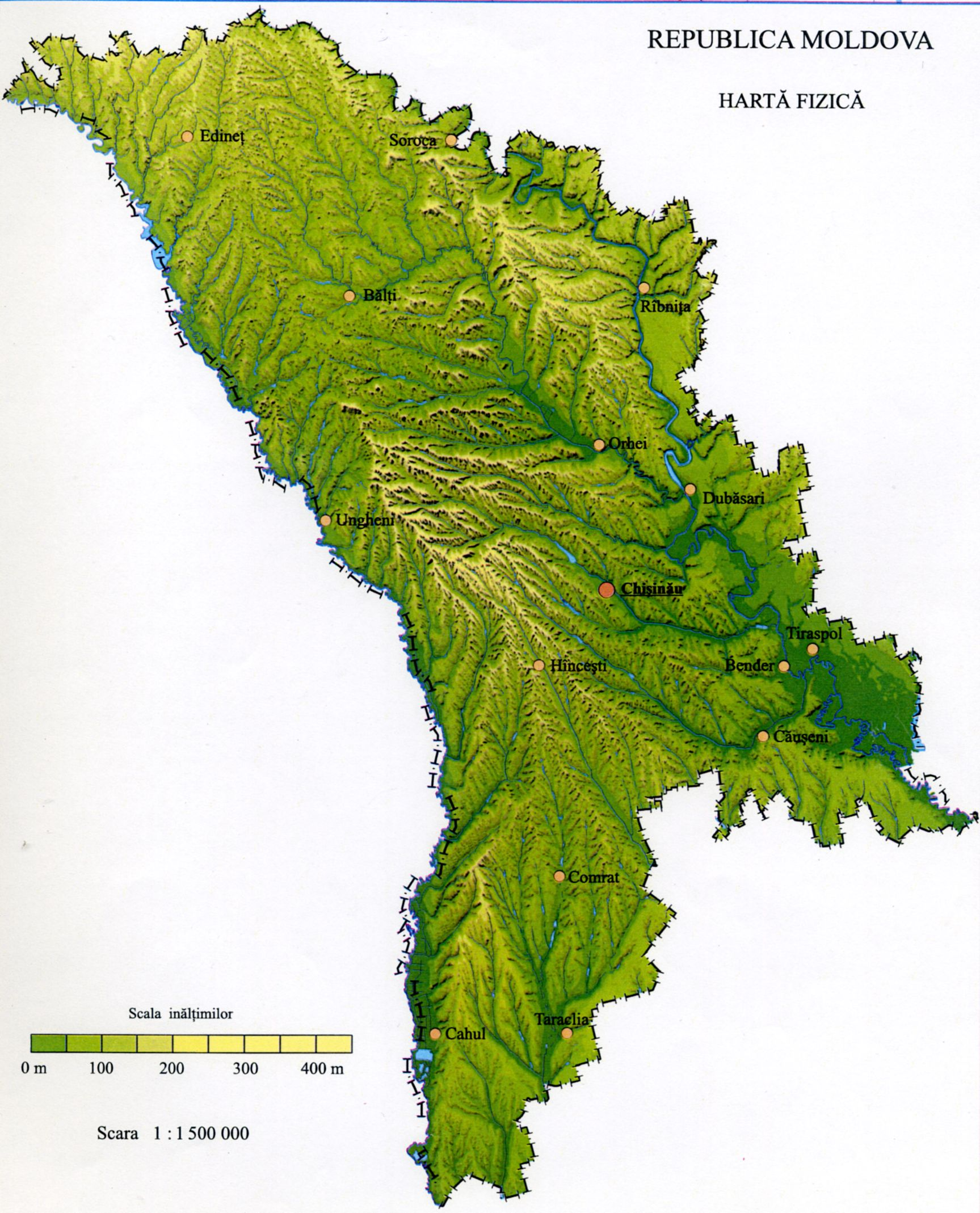
Hartă geomorfologică a Republicii Moldova

## Bilbiografie
- Boboc, Nicolae; Probleme de regionare fizico-geografică a teritoriului Republicii Moldova;  Buletinul Academiei de Științe a Moldovei. Științele vieții, Nr.1 (307)/2009; pp. 161-169
- Sochircă, Vitalie & Odoleanu, Natalia & Boboc, Nicolae & Mihăilescu, Constantin; Geografia fizică a Republicii Moldova: Manual pentru clasa a 8-a; Î.E.P. Știința (Combinatul Poligr.); 2019; ISBN 978-9975-85-164-0
- Bacal, Petru & Țugulea, Andrian; Studiul diagnostic al potențialului natural și uman din Regiunea de Sud în contextul modificărilor actuale de mediu; Ed. Impressum, Chișinău; 2024; ISBN: ISBN 978-9975-3662-9-8